# Giovanni Aurispa
Giovanni Aurispa (Noto, 1376 – Ferrara, 1459) è stato un umanista, poeta e mercante italiano.
Fu promotore della riscoperta dei classici greci in Italia.

## Biografia
Dopo aver compiuto studi giuridici a Bologna, si trasferì in Grecia attorno al 1413 dove imparò la lingua; al ritorno dal suo viaggio riportò numerosi manoscritti e si stabilì a Savona. In seguito, entrò alla corte papale di Firenze nel 1419: in questa città si dedicò all'insegnamento del greco presso lo Studio fiorentino; tra i suoi allievi vi fu anche Lorenzo Valla.
Dal 1427 in poi si trasferì a Ferrara dove divenne il precettore del figlio di Niccolò III d'Este e durante questo periodo continuò a esercitare la sua attività di mercante e a svolgere missioni diplomatiche; tra i suoi viaggi si ricordano quello a Costantinopoli del 1421, e quello in Svizzera (dove partecipò al Concilio di Basilea) e Germania del 1433. 
A Bisanzio, in particolare, comprò documenti molto preziosi, tra cui un manoscritto del IX secolo, copia della silloge adrianea che aveva raccolto le tragedie di Eschilo e Sofocle giunte integre ai nostri giorni. Il codice, inviato nel 1424 all'umanista Niccolò Niccoli, è custodito a Firenze presso la Biblioteca Medicea Laurenziana.
Quando il Concilio di Basilea fu trasferito a Ferrara nel 1438, Aurispa attirò l'attenzione di papa Eugenio IV, che lo scelse come suo segretario apostolico, e così si trasferì a Roma. Mantenne questo ruolo anche sotto papa Niccolò V, che gli conferì due lucrose abbazie commendative in Sicilia.
Nel 1450 Aurispa tornò a Ferrara, dove morirà all'età di 83 anni.

## Opere
Di Aurispa rimangono un Epistolario che comprende 132 lettere, e traduzioni di Luciano di Samosata (il dodicesimo dialogo appartenente alla serie dei Dialoghi dei morti), Plutarco, Ippocrate, e alcuni trattati di Archimede. Tradusse inoltre dal greco in latino la Vita di Omero di Erodoto.